# Hell-Born
Hell-Born ist eine polnische Death- und Black-Metal-Band aus Sopot, die 1996 gegründet wurde.

## Geschichte
Die Band wurde 1996 von dem Gitarristen Leszek „Les“ Dziegielewski (Damnation, Behemoth) gegründet. Im selben Jahr erschien das Debütalbum der Band, auf dem eine Coverversion von Destructions Antichrist enthalten ist. Im Jahr 2000 stieß Jacek „Jeff“ Kubiak als Gitarrist hinzu, ehe sie im folgenden Jahr einen Plattenvertrag bei Conquer Records unterzeichnete, worüber 2001 das selbstbetitelte Album erschien. Im Oktober ging es zusammen mit Damnation auf Tour durch Europa, jedoch musste die Tour nach vier Konzerten abgesagt werden, da Baal Ravenlock eine Infektion der Kehle erlitt. Im November 2002 ging es zusammen mit Diabolical, Necrophobic, Thus Defiled, Corruption, Mess Age und Unnamed auf eine Tour durch Polen. 2002 wurde das Album The Call of Megiddo veröffentlicht. Im März 2003 wurde der Schlagzeuger Sebastian „Bastek“ „Basti“ Łuszczek durch Krzysztof „Mały“ Jankowski ersetzt. Nach Auftritten in den USA im November folgten Konzerte zusammen mit Demoncy und Forest of Impaled. Im Mai 2004 ging es auf Club-Tour in London. Im Februar 2005 begab sich die Band in das Hertz Studio, um das dritte Album Cursed Infernal Steel aufzunehmen. Über Ibex Moon Records wurde 2005 das Album Legacy of the Nephilim (das eigentlich bereits 2003 veröffentlicht worden war) in den USA wiederveröffentlicht, ehe im September ein neuer Plattenvertrag bei Conquer Records unterzeichnet wurde. Danach folgten weitere Auftritte in Polen zusammen mit Hermh, Massmord und Blindead im November und Dezember 2006. Die Veröffentlichung des Albums fand noch im selben Jahr statt. Das nächste Album schloss sich 2008 unter dem Namen Darkness an.

## Stil
Joel McIver schrieb in seinem Buch Extreme Metal II, dass es sich bei Hell-Born um eine Death-Metal-Band handelt, die von Dziegielewski und Muraszko als Thrash-Metal-Nebenprojekt gegründet worden sei. Pendragon von Metal.de schrieb in seiner Rezension zu Hellblast, dass hierauf relativ schnell gespielter Black Metal enthalten ist, wobei die Mitglieder stark durch Slayer und Morbid Angel beeinflusst worden seien. Das spieltechnische Niveau sei zwar hoch, jedoch seien die Songs meist durchschnittlich und unoriginell. Edouard Vergriete von voicesfromthedarkside.de meinte in seiner Rezension zu The Call of Megiddo, dass das Album qualitativ nicht an seine Vorgänger herankomme, jedoch sei das Album immer noch besser als die vielen anderen Black- und Death-Metal-Veröffentlichungen. Patrick Schmidt vom Rock Hard befand, dass Darkness „auf wuchtigen, oft stampfenden Death Metal, der stark an Amon Amarth erinnert“ setzt. In den Songs verarbeite die Gruppe Riffs im Stil von Legion of the Damned und die Atmosphäre von Behemoth, wobei man in den Songs auf die Fähigkeiten der einzelnen Mitglieder setze. Vor allem das Schlagzeugspiel steche heraus.

## Diskografie
- 1996: Hell-Born (EP, Pagan Records)
- 2001: Hellblast (Album, Pagan Records)
- 2002: The Call of Megiddo (Album, Conquer Records)
- 2003: Legacy of the Nephilim (Album, Conquer Records)
- 2006: Cursed Infernal Steel (Album, Death Solution Records)
- 2008: Darkness (Album, Witching Hour Productions)
- 2021: Natas Liah